# شیمون کاتالینیچ
شیمون کاتالینیچ (ایتالیایی: Simeone Cattalinich; ۱۷ سپتامبر ۱۸۸۹ – ۴ مارس ۱۹۷۷) قایقران روئینگ اهل ایتالیا بود.
وی در مسابقات کشوری و بین‌المللی در مجموع برندهٔ ۱ مدال طلا، ۱ مدال نقره، ۱ مدال برنز شده‌است.